# Dietrich Otto von Berlepsch

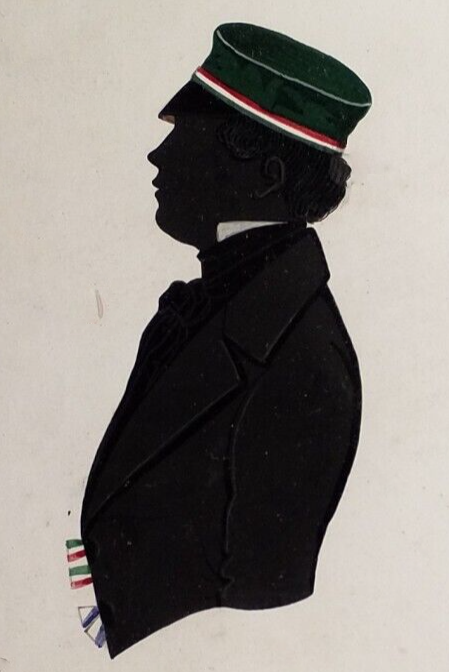
Dietrich von Berlepsch als Mitglied des Corps Misnia Leipzig (um 1845).

Dietrich Otto von Berlepsch (* 22. September 1823 in Dresden; † 14. Januar 1896 ebenda) war ein deutscher Jurist und Kirchenpolitiker im Königreich Sachsen. Er war von 1883 bis 1892 Präsident des Evangelisch-Lutherischen Landeskonsistoriums und ab 1892 Mitglied in der Ersten Kammer des Sächsischen Landtags.

## Leben
Dietrich Otto Freiherr von Berlepsch wurde als Sohn des Freiherren August Adolph von Berlepsch (1790–1867) geboren. Sein Vater war sächsischer Oberlandforstmeister und Geheimer Rat. Er heiratete 1821 Adolfine Auguste (1803–1878), eine geborene Gräfin von der Schulenburg auf Lieberose, die Mutter von Dietrich Otto. Sein jüngerer Bruder war der spätere preußische Handels- und Gewerbeminister Hans Hermann von Berlepsch (1843–1926).
Er studierte an der Universität Leipzig Rechtswissenschaft und wurde 1843 im Corps Misnia Leipzig recipiert. 1851 wurde er zunächst als Referendar an der Kreisdirektion Bautzen angestellt. Später wechselte er in die Verwaltung und kam im Jahre 1858 als Regierungsrat an die Kreisdirektion Leipzig.
1874, mit der Gründung des evangelisch-lutherischen Landeskonsistoriums, wurde Berlepsch als zweiter Konsistorialrat nach Dresden berufen und im Jahre 1876 zum ersten Konsistorialrat ernannt. Er war führend an der 1881 erlassenen Trauordnung beteiligt, deren Einführung mit großen Schwierigkeiten verbunden war. Zum ersten Mal wurde damit das kirchliche Eherecht einer vollständigen gesetzlichen Regelung unterzogen. Am 1. Oktober 1883 übernahm er als Präsident die Führung des Konsistoriums als Nachfolger von Bernhard von Uhde (1817–1883). Unter seiner Leitung wurde das neue allgemeine Landesgesangbuch eingeführt und die revidierte Perikopenordnung fertig gestellt. Er war bemüht, Auspfarrungen und Neubegründungen von Parochien zu ermöglichen sowie Mittel zur Errichtung neuer geistlicher Stellen zu beschaffen.
Als Präsident des Konsistoriums vertrat Berlepsch auch das Kirchenregiment bei den Landessynoden in den Jahren 1886 und 1891. Nach Beendigung der Synode von 1891 wurde er zum Wirklichen Geheimen Rat mit der Anrede Exzellenz und von der Theologischen Fakultät der Leipziger Universität zum Ehrendoktor der Theologie  ernannt. Als er sich am 1. Oktober 1892 in den Ruhestand zurückzog, wurde Berlepsch von König Albert von Sachsen durch die Verleihung des Großkreuzes zum Albrechts-Orden ausgezeichnet. Als Vertreter des Hochstifts Meißen, an dem er Domherr war, gehörte er auf dem Landtag 1895/96 kurzzeitig der I. Kammer des Sächsischen Landtags an, konnte aber krankheitsbedingt nur an wenigen Sitzungen teilnehmen. Im Februar 1893 übernahm er als Ehrenamt den Vorsitz des Zentralausschusses für die obererzgebirgischen und vogtländischen Frauenvereine.
Dietrich Otto von Berlepsch starb unverheiratet am Nachmittag des 14. Januar 1896, im Alter von 72 Jahren, in Dresden. Er wurde am 19. Januar 1896 auf dem Dresdener Trinitatisfriedhof in der Familiengrabanlage der Berlepsch bestattet. Die Trauerrede hielt der Hofprediger Richard Löber.